# Don't Forget
Don't Forget je prvi glasbeni album ameriške pevke in tekstopiske Demi Lovato. V Združenih državah Amerike je izšel 23. septembra 2008, kjer ga je izdala založba Hollywood Records, že v prvem tednu od izida pa je zasedel drugo mesto na lestvici Billboard 200. Album je v Združenem kraljestvu izdala založba Fascination Records in sicer aprila leta 2009.

## Ozadje
Demi Lovato je dejala, da sama piše pesmi iz srca in na podlagi lastnih izkušenj. Za revijo M Magazine povedala: "Sem tekstopiska, katere pesmi ne bi prišle na Disneyjev album. Zato sem odšla do skupine Jonas Brothers in jim rekla: 'Em ... potrebujem pomoč s pisanjem spevnih pesmi, ker se sama preveč nagibam k metalu.'" Glede sodelovanja z Jonas Brothers je povedala tudi: "Moje pesmi so se morale izpopolniti, zaradi česar sem potrebovala pomoč skupine Jonas Brothers. Vse se je začelo med snemanjem filma Camp Rock." Demi Lovato je v nekem intervjuju povedala, da jim je snemanje albuma zavzelo deset dni in pol.

## Seznam pesmi
| Št.             | Naslov                                  | Pisec                                              | Dolžina |
| --------------- | --------------------------------------- | -------------------------------------------------- | ------- |
| 1.              | „La La Land‟                            | Demi Lovato, Nick Jonas, Joe Jonas, Kevin Jonas II | 3:16    |
| 2.              | „Get Back‟                              | Demi Lovato, Nick Jonas, Joe Jonas, Kevin Jonas II | 3:20    |
| 3.              | „Trainwreck‟                            | Demi Lovato                                        | 3:18    |
| 4.              | „Party‟                                 | Demi Lovato, John Fields, Robert Schwartzman       | 3:52    |
| 5.              | „On the Line‟ (skupaj z Jonas Brothers) | Demi Lovato, Nick Jonas, Joe Jonas, Kevin Jonas II | 3:26    |
| 6.              | „Don't Forget‟                          | Demi Lovato, Nick Jonas, Joe Jonas, Kevin Jonas II | 3:43    |
| 7.              | „Gonna Get Caught‟                      | Demi Lovato, Nick Jonas, Joe Jonas, Kevin Jonas II | 3:11    |
| 8.              | „"Two Worlds Collide"‟                  | Demi Lovato, Nick Jonas, Joe Jonas, Kevin Jonas II | 3:18    |
| 9.              | „The Middle‟                            | Kara DioGuardi, Fields, Jason Reeves               | 3:05    |
| 10.             | „Until You're Mine‟                     | Adam Watts, Andy Dodd                              | 3:31    |
| 11.             | „Believe in Me‟                         | Demi Lovato, John Fields, Kara DioGuardi           | 3:42    |
| Skupna dolžina: | Skupna dolžina:                         | Skupna dolžina:                                    | 38:56   |

| Bonusi | Bonusi                                            | Bonusi                                             | Bonusi  |
| Št.    | Naslov                                            | Pisec                                              | Dolžina |
| ------ | ------------------------------------------------- | -------------------------------------------------- | ------- |
| 12.    | „Behind Enemy Lines‟                              | Demi Lovato, Nick Jonas, Joe Jonas, Kevin Jonas II | 2:49    |
| 13.    | „Lo Que Soy‟ (španska verzija pesmi "This Is Me") | Adam Watts, Andy Dodd                              | 3:28    |

| Mednarodna verzija | Mednarodna verzija | Mednarodna verzija      | Mednarodna verzija |
| Št.                | Naslov             | Pisec                   | Dolžina            |
| ------------------ | ------------------ | ----------------------- | ------------------ |
| 12.                | „Back Around‟      | Demi Lovato, Nick Jonas | 3:10               |

| Japonska verzija | Japonska verzija      | Japonska verzija |
| Št.              | Naslov                | Dolžina          |
| ---------------- | --------------------- | ---------------- |
| 12.              | „La La Land‟ (remiks) | 7:08             |

### Ekskluzivni paketi

#### Trženje
| DVD s snemanja serije Demi Lovato, Blender Theater | DVD s snemanja serije Demi Lovato, Blender Theater | DVD s snemanja serije Demi Lovato, Blender Theater |
| Št.                                                | Naslov                                             | Dolžina                                            |
| -------------------------------------------------- | -------------------------------------------------- | -------------------------------------------------- |
| 1.                                                 | „That's How You Know‟                              |                                                    |
| 2.                                                 | „The Middle‟                                       |                                                    |
| 3.                                                 | „Don't Forget‟                                     |                                                    |
| 4.                                                 | „This Is Me‟                                       |                                                    |
| 5.                                                 | „Gonna Get Caught‟                                 |                                                    |
| 6.                                                 | „Two Worlds Collide‟                               |                                                    |
| 7.                                                 | „La La Land‟                                       |                                                    |
| 8.                                                 | „Until You're Mine‟                                |                                                    |
| 9.                                                 | „Party/Solos‟                                      |                                                    |
| 10.                                                | „Get Back‟                                         |                                                    |

#### Wal-Mart
- Majhen poster Demi Lovato.

### Dodatki
| Bonus DVD | Bonus DVD                                                                         | Bonus DVD |
| Št.       | Naslov                                                                            | Dolžina   |
| --------- | --------------------------------------------------------------------------------- | --------- |
| 1.        | „Videospot za pesem "Get Back"‟                                                   |           |
| 2.        | „Ustvarjanje videospota: "Get Back"‟                                              |           |
| 3.        | „Videospot za pesem "La La Land"‟                                                 |           |
| 4.        | „Ustvarjanje videospota: "La La Land"‟                                            |           |
| 5.        | „Ozadje iz turneje skupine Jonas Brothers, Burnin' Up Tour iz leta 2008‟          |           |
| 6.        | „Nastop v živo s pesmijo "Don’t Forget"‟                                          |           |
| 7.        | „Neobjavljeno snemanje pesmi "Party," "Gonna Get Caught" in "Behind Enemy Lines"‟ |           |

## Singli

### Get Back
"Get Back" je glavni singl v albumu, ki je izšel 12. avgusta 2008. Zasedel je triinštirideseto mesto na lestvici Billboard Hot 100. Napisali so ga Demi Lovato in člani skupine Jonas Brothers, vokale v ozadju pa sta zapela Nick in Joe Jonas, člana zgoraj omenjene skupine.

### La La Land
"La La Land" je drugi singl z albuma v Združenih državah Amerike in prvi v Združenem kraljestvu, ki je izšel 19. decembra 2008. Pesem je bila izdana za promocijo televizijske serije Sonny With A Chance, videospot za pesem pa je vseboval vse glavne igralce iz serije. Demi Lovato je s pesmijo nastopila v televizijski seriji Dancing With The Stars. Pesem ni bila tako uspešna kot "Get Back", saj je na lestvici Billboard Hot 100 dosegla samo dvainpetdeseto mesto.

### Don't Forget
"Don't Forget" je tretji singl z albuma. Videospot za pesem prikazuje Demi Lovato, kako poje v dežju, sam videospot pa so kritiki zelo pohvalili. Singl je dosegel najvišjo uvrstitev na lestvici Billboard Hot 100 od vseh singlov na albumu, saj je pristal na enainštiridesetem mestu. "Don't Forget" je bil najuspešnejši singl do izida pesmi "Here We Go Again", saj je slednja pristala na petnajstem mestu lestvice.

## Trženje in dosežki
V prvem tednu od izida je "Don't Forget" prodal 89,000 kopij izida v Združenih državah Amerike in tako dosegel drugo mesto na lestvici Billboard 200, preden so jo prehitele pesmi Death Magnetic banda Metallica, Doll Domination banda Pussycat Dolls in Only by the Night banda Kings of Leon, ki so vse izšle v istem tednu. Album je do danes prodal več kot 473,000 kopij.
| Lestvica (2008)          | Dosežek |
| ------------------------ | ------- |
| Australian Albums (ARIA) | 161     |
| Canadian Albums Chart    | 9       |
| Irish Albums Chart       | 94      |
| Italian Albums (FIMI)    | 77      |
| Japanese Albums (Oricon) | 116     |
| Mexican Albums Chart     | 62      |
| New Zealand Albums Chart | 34      |
| Polish Abums (OLiS)      | 43      |
| Spain Albums Chart       | 13      |
| UK Albums (OCC)          | 120     |
| U.S. Billboard 200       | 2       |

## Zgodovina izida
| Združene države Amerike | 23. september 2008 | Hollywood Records |
| Kanada                  | 23. september 2008 | Hollywood Records |
| Argentina               | 15. oktober 2008   | Universal Music   |
| Brazilija               | 21. oktober 2008   | Hollywood Records |
| Avstralija              | 7. februar 2009    | Hollywood Records |
| Malezija                | 7. februar 2009    | Hollywood Records |
| New Zealand             | 9. februar 2009    | Hollywood Records |
| Filipini                | 15. februar 2009   | Hollywood Records |
| Japonska                | 18. februar 2009   | Hollywood Records |
| Irska                   | 19. februar 2009   | Hollywood Records |
| Združeno kraljestvo     | 20. april 2009     | Hollywood Records |
| Švedska                 | 20. april 2009     | Hollywood Records |
| Španija                 | 21. april 2009     | Hollywood Records |
| Južna Koreja            | 22. april 2009     | Hollywood Records |
| Nemčija                 | 24. april 2009     | Hollywood Records |
| Poljska                 | 27. april 2009     | Hollywood Records |
| Ostale verzije          |                    |                   |
| Mehika                  | 30. marec 2009     | Hollywood Records |
| Združene države Amerike | 31. marec 2009     | Hollywood Records |
| Kanada                  | 31. marec 2009     | Hollywood Records |
| Brazilija               | 28. april 2009     | Hollywood Records |

## Ostali ustvarjalci
- Glavni vokal - Demi Lovato
- Vokali z ozadja - Demi Lovato, John Fields, Kevin Jonas, Joseph Jonas, Nick Jonas, Will Owlsey, John Taylor, Robert Schwartzman, Kara DioGuardi, Kevin McPherson
- Glavna kitara - Devin Bronson
- Kitara- John Fields, Devin Bronson, John Taylor, Kevin Jonas, Nick Jonas Will Owlsey, Tim Pierce
- Bas kitara- John Fields, Kevin McPherson
- Klavir - Demi Lovato
- Klaviature - John Fields, Tommy Barbarella, Stephen Lu, Nick Jonas
- Ostalo - Tommy Barbarella
- Ureditev - Stephen Lu
- Tolkala - Ken Chastain
- Bobni - Michael Bland, Dorian Crozier, Jack Lawless, Nick Jonas

### Produkcija
- Management - Eddie DeLaGarza, Kevin Jonas
- Producent - John Fields
- Inženir - John Fields
- Asistent inženirja - Nik Karpen
- Mešanje - Chris Lord-Alge
- Programiranje - John Fields, Ken Chastain
- Vodja kreativnosti - Dave Snow
- A&R - Jon Lind
- Fotografija - Sheryl Nields
- Oblikovanje - Gavin Taylor
- Vodja umetnosti - Gavin Taylor